# Acanthocalyx delavayi
 Acanthocalyx delavayi    é uma espécie do gênero botânico Acanthocalyx, da família das Dipsacaceae.
É uma planta pequena, perene, que cresce em solos pedregosos. É encontrada em  Yunnan, China.  A inflorescência apoia de 10 a 15 flores púrpuras claras. As folhas são protegidas por espinhos dorsais.